# Jordyn Huitema
Jordyn Huitema, née le 8 mai 2001 à Chilliwack, est une joueuse de football internationale canadienne jouant au poste d'attaquante à l'OL Reign

## Biographie

### Jeunesse
Jordyn Huitema naît à Chilliwack en Colombie Britannique. Elle commence à jouer au football avec le Chilliwack FC alors âgé de quatre ans. Elle est également une sprinteuse lorsqu'elle étudie à la Rosedale Middle School.

### Carrière en club
Jordyn Huitema intègre le centre de formation des Whitecaps de Vancouver en 2015.
Le 23 juillet 2018, le Paris Saint-Germain annonce l'intégration de la joueuse dans son équipe pour la Women's International Champions Cup, un tournoi amical disputé aux États-Unis. Cependant, Jordyn ne sera pas sous contrat avec le PSG parce qu'elle doit rester admissible pour les compétitions de la NCAA à l'avenir,. Pendant le tournoi, elle joue contre Manchester City et le Courage de la Caroline du Nord.

#### Paris Saint-Germain
Le 17 mai 2019, le Paris Saint-Germain annonce sa signature d'un contrat professionnel de quatre ans.
Elle réalise de belles performances en Ligue des Champions où elle est parfois titulaire lors de ses trois saisons au club mais n'est jamais vraiment une joueuse importante et doit se contenter de quelques apparitions en championnat. Barrée par la concurrence depuis son arrivée au club, elle rejoint l'OL Reign en 2022.

### Carrière internationale

#### Équipes des jeunes
Huitema est sélectionnée dans les Meilleurs XI du Championnat féminine de football des moins de 20 ans de la CONCACAF (es). Elle remporte également le soulier d'or de ce championnat.

#### Équipe principale
Jordyn Huitema est sélectionnée par l'équipe du Canada pour la première fois en 2017 pour la Coupe Algarve,. Elle figure parmi les débutantes lors du match contre l'Espagne. Le 11 juin 2017, Jordyn Huitema inscrit ses premiers buts pour le Canada pendant un match amical contre le Costa Rica à Toronto,.

## Palmarès

### En club
Paris Saint-Germain
- Championnat de France
  -  Championne en 2021.
  - Vice-championne en 2020.

- Coupe de France
  - Finaliste en 2020.
  - Championne en 2022

- Trophée des championnes
  - Défaite en 2019.

### En équipe nationale
Équipe du Canada :
- Médaille d'or aux Jeux olympiques de Tokyo 2020

### Distinctions individuelles
- Meilleurs XI, Championnat des filles de moins de 15 ans de la CONCACAF (2016)[13];
- Joueuse U-17 de l'année, Association canadienne de soccer (2017)[14];
- Joueuse la plus prometteuse, Whitecaps de Vancouver (2017)[15];
- Meilleurs XI, Championnat des femmes de moins de 20 ans de la CONCACAF (2018)[16];
- Soulier d'or, Championnat des femmes de moins de 20 ans de la CONCACAF (2018)[17].

## Statistiques

### En club
| Saison                | Club                  | Championnat           | Championnat | Championnat | Coupe(s) nationale(s) | Coupe(s) nationale(s) | Supercoupe | Supercoupe | Compétition(s) continentale(s) | Compétition(s) continentale(s) | Compétition(s) continentale(s) | Total | Total |
| Saison                | Club                  | Division              | M.          | B.          | M.                    | B.                    | M.         | B.         | Comp.                          | M.                             | B.                             | M.    | B.    |
| 2019-2020             | Paris Saint-Germain   | Division 1            | 11          | 1           | 3                     | 0                     | 1          | 0          | C1                             | 4                              | 4                              | 19    | 5     |
| 2020-2021             | Paris Saint-Germain   | Division 1            | 16          | 3           | 1                     | 0                     | -          | -          | C1                             | 6                              | 2                              | 23    | 5     |
| 2021-2022             | Paris Saint-Germain   | Division 1            | 16          | 2           | 4                     | 0                     | -          | -          | C1                             | 7                              | 6                              | 27    | 8     |
| Total sur la carrière | Total sur la carrière | Total sur la carrière | 43          | 6           | 8                     | 0                     | 1          | 0          | -                              | 17                             | 12                             | 69    | 18    |

## Vie privée
Jordyn Huitema a deux frères, Brody et Trent. Brody Huitema joue aussi au soccer. Il fut membre de l’Université Duke entre 2013 et 2016. Trent Huitema joue au hockey sur glace.
Depuis 2017, elle était en couple avec Alphonso Davies, joueur du Bayern Munich, et qui est également canadien. Ils se séparent en 2022.